# Nunziatura apostolica in Francia
La nunziatura apostolica in Francia è una rappresentanza diplomatica permanente della Santa Sede in Francia. La sede è a Parigi. La nunziatura è retta da un diplomatico, detto "nunzio apostolico in Francia" che ha il rango di nunzio, secondo l'art. 14 della Convenzione di Vienna del 1961.

## Storia
Le origini della nunziatura apostolica in Francia sono da ricondurre a tempi remoti.
Molti personaggi di rilievo della Curia romana nel corso dei secoli hanno prestato servizio come nunzi apostolici in Francia, in particolare durante il XVII secolo, all'epoca dello splendore della corte di Luigi XIV a causa della potenza della Francia e della politica ecclesiastica adottata dal sovrano francese. Essi risiedevano all'Hôtel de Cluny.
Con la fine del Settecento e l'Ottocento e nuovamente con i primi anni del XX secolo, le relazioni tra Francia e Santa Sede peggiorarono per via delle frequenti tendenze politiche laiciste e anticlericali condannate tra gli altri da papa Pio X.
Dopo la prima guerra mondiale, ad ogni modo, le relazioni tra i due stati si acquietarono e migliorarono notevolmente con la presidenza di Charles de Gaulle. Durante la seconda guerra mondiale, a causa dell'antisemitismo promosso dalla Repubblica di Vichy, molti vescovi si erano opposti al mantenimento di relazioni diplomatiche aperte con il governo francese.
Angelo Giuseppe Roncalli, futuro papa Giovanni XXIII, fu nunzio apostolico in Francia dal 1944 al 1953.
L'attuale nunzio apostolico è Celestino Migliore, arcivescovo, titolo personale, titolare di Canosa, nominato da papa Francesco l'11 gennaio 2020.

## Lista dei nunzi apostolici

### XV secolo
- Beato Niccolò Albergati † (febbraio 1422 - agosto 1423) (arcivescovo di Bologna)
- Pietro del Monte † (1441 - 1444, nominato vescovo di Brescia)
- Stefano Nardini (1467 - 1468)

### XVI secolo
- Jean Ferrier † (marzo 1500 - marzo 1503)
- Carlo Domenico del Carretto † (dicembre 1503 - maggio 1505)
- Pierre Filleul † (settembre 1505 - 1507)
- Angelo Leonini † (marzo 1509 - settembre 1510)
- Roberto Acciaioli † (settembre 1510 - giugno 1514)
- Ludovico di Canossa † (giugno 1514 - agosto 1517)
- Giovanni Stafileo † (agosto 1517 - dicembre 1520)
- Giovanni Rucellai † (1520 - dicembre 1521)
- Esteban Gabriel Merino † (aprile 1522 - settembre 1523)
- Girolamo Aleandro † (ottobre 1524 - febbraio 1525)
- Roberto Acciaioli † (21 aprile 1526 - maggio 1527)
- Giovanni Salviati † (giugno 1527 - agosto 1529)
- Cesare Trivulzio † (31 ottobre 1529 - gennaio 1535)
- Rodolfo Pio di Carpi † (9 gennaio 1535 - maggio 1537)
- Filiberto Ferrero † (giugno 1537 - dicembre 1540)
- Girolamo Dandini † (dicembre 1540 - maggio 1541)
- Girolamo Recanati Capodiferro † (maggio 1541 - giugno 1543)
- Girolamo Dandini † (giugno 1543 - maggio 1544)
- Alessandro Guidiccione † (maggio 1544 - luglio 1546)
- Girolamo Dandini † (luglio 1546 - agosto 1547)
- Michele della Torre † (20 agosto 1547 - 20 aprile 1550)
- Antonio Trivulzio † (25 aprile 1550 - 5 agosto 1551)
  - rottura delle relazioni diplomatiche (1551 - 1552)
- Prospero Santacroce † (15 luglio 1552 - maggio 1554)
- Sebastiano Gualterio † (19 maggio 1554 - ottobre 1556)
- Cesare Brancaccio † (1556 - 20 luglio 1557)
- Lorenzo Lenzi † (luglio 1557 - aprile 1560)
- Sebastiano Gualterio † (24 aprile 1560 - 12 maggio 1561)
- Prospero Santacroce † (12 maggio 1561 - ottobre 1565)
- Francesco Beltramini † (ottobre 1565 - marzo 1566)
- Michele della Torre † (25 marzo 1566 - 12 agosto 1568) (per la seconda volta)
- Fabio Mirto Frangipani † (12 agosto 1568 - 11 giugno 1572)
- Anton Maria Salviati † (11 giugno 1572 - 1577)
- Anselmo Dandino † (30 dicembre 1577 - 1581)
- Giovanni Battista Castelli † (1º aprile 1581 - 27 agosto 1583 deceduto)
- Gerolamo Ragazzoni † (28 settembre 1583 - 1586 dimesso)
- Fabio Mirto Frangipani † (14 giugno 1586 - 17 marzo 1587 deceduto)
- Gianfrancesco Morosini † (marzo 1587 - 1589)
- Enrico Caetani † (25 settembre 1589 - settembre 1590)
- Marsilio Landriani † (1º maggio 1591 - febbraio 1592)
- Filippo Sega † (15 aprile 1592 - giugno 1594)
  - sede vacante (1594 - 1596)
- Francesco Gonzaga † (10 maggio 1596 - 1599)
- Gasparo Silingardi † (9 febbraio 1599 - 1601)

### XVII secolo
- Innocenzo Del Bufalo-Cancellieri † (14 giugno 1601 - 26 settembre 1604 dimesso)
- Maffeo Barberini † (4 dicembre 1604 - 1606 nominato officiale della curia romana)
- Roberto Ubaldini † (20 settembre 1607 - 1616)
- Guido Bentivoglio † (9 luglio 1616 - 11 gennaio 1621 nominato cardinale)
- Ottavio Corsini † (25 febbraio 1621 - dicembre 1623 dimesso)
- Bernardino Spada † (4 dicembre 1623 - 1627 nominato officiale della curia romana)
- Gianfrancesco Guidi di Bagno (27 febbraio 1627 - 1630 dimesso)
- Alessandro Bichi † (20 settembre 1630 - 1634 dimesso)
- Giorgio Bolognetti † (26 marzo 1634 - 8 agosto 1639 dimesso)
- Ranuccio Scotti Douglas † (7 settembre 1639 - 9 marzo 1641 dimesso)
- Girolamo Grimaldi-Cavalleroni † (27 marzo 1641 - giugno 1643 dimesso)
- Nicolò Guidi di Bagno † (23 aprile 1644 - dicembre 1656 dimesso)
- Celio Piccolomini † (27 ottobre 1656 - agosto 1663 dimesso)
- Carlo Roberti † (26 aprile 1664 - 1º aprile 1667 dimesso)
- Michele Antonio Vibò (1º aprile 1667 - 11 febbraio 1668) (internunzio) (I)
- Pietro Bargellini † (11 febbraio 1668 - luglio 1671 dimesso)
- Michele Antonio Vibò (luglio 1671 - giugno 1672) (internunzio) (II)
- Francesco Nerli † (20 aprile 1672 - 12 giugno 1673 dimesso)
- Fabrizio Spada † (12 dicembre 1673 - 27 maggio 1675 dimesso)
- Pompeo Varese † (27 gennaio 1677 - 4 novembre 1678 deceduto)
  - Giovanni Battista Lauri † (5 novembre 1678 - 8 maggio 1680) (incaricato d'affari ad interim)
- Giovanni Battista Lauri (8 maggio 1680 - 13 maggio 1683) (internunzio)[1]
- Angelo Maria Ranuzzi † (13 maggio 1683 - 17 maggio 1688 nominato arcivescovo di Bologna)
- Francesco Niccolini † (21 febbraio 1690 - 4 febbraio 1692 deceduto)
- Giovanni Giacomo Cavallerini † (1º luglio 1692 - 15 aprile 1696 dimesso)
- Daniele Dolfin † (7 gennaio 1696 - 15 settembre 1698 nominato vescovo di Brescia)

### XVIII secolo
- Filippo Antonio Gualterio † (3 aprile 1700 - 21 novembre 1701 nominato vescovo di Imola)
- Lorenzo Maria Fieschi † (21 gennaio 1702 - 18 maggio 1705 nominato arcivescovo di Genova) (nunzio straordinario)
- Agostino Cusani † (22 maggio 1706 - 14 ottobre 1711 nominato vescovo di Pavia)
- Cornelio Bentivoglio † (20 maggio 1712 - 1715 ritirato)
- Bartolomeo Massei † (27 agosto 1722 - 1730 dimesso)
- Raniero d'Elci † (2 gennaio 1731 - 10 ottobre 1738 dimesso)
  - Filippo Buondelmonte (10 ottobre 1738 - 8 agosto 1739 nominato governatore di Roma) (pro-nunzio)
- Marcello Crescenzi † (8 agosto 1739 - 14 settembre 1743)
- Vincenzo Acqua † (16 settembre 1743 - 10 gennaio 1744 dimeso)
- Carlo Francesco Durini † (10 gennaio 1744 - 23 luglio 1753 nominato arcivescovo, titolo personale, di Pavia)
- Luigi Gualterio † (2 marzo 1754 - 24 settembre 1759 creato cardinale)
- Pietro Colonna Pamphili † (4 marzo 1760 - 26 settembre 1766 creato cardinale)
- Bernardino Giraud † (28 aprile 1767 - 15 marzo 1773 nominato arcivescovo di Ferrara)
- Giuseppe Maria Doria Pamphilj † (6 settembre 1773 - 14 febbraio 1785 nominato cardinale presbitero di San Pietro in Vincoli)
- Antonio Dugnani † (14 giugno 1785 - 31 maggio 1791 dimesso)

### XIX secolo
- nessun diplomatico accreditato (1800 - 1816)

- Carlo Zen † (26 novembre 1817 - 22 novembre 1819 nominato segretario della Congregazione dei vescovi e regolari)
- Vincenzo Macchi † (22 novembre 1819 - 2 ottobre 1826 nominato officiale della curia romana)
- Luigi Emmanuele Nicolo Lambruschini, B. † (14 novembre 1826 - luglio 1830 dimesso)
  - Pietro Antonio Garibaldi † (21 ottobre 1831 - 1842 dimesso) (internunzio) (I)
- Raffaele Fornari † (14 gennaio 1843 - 7 giugno 1851 nominato prefetto della Congregazione degli studi)
- Pietro Antonio Garibaldi † (30 settembre 1850 - 16 giugno 1853 deceduto) (II)
- Carlo Sacconi † (4 ottobre 1853 - 30 settembre 1861 nominato cardinale presbitero di Santa Maria del Popolo)
- Flavio Chigi † (1º ottobre 1861 - 1873 nominato officiale della curia romana)
- Pier Francesco Meglia † (10 luglio 1874 - 1879 dimesso)
- Włodzimierz Czacki † (19 settembre 1879 - 8 marzo 1888 deceduto)
- Camillo Siciliano di Rende † (26 ottobre 1882 - 14 marzo 1887 creato cardinale)
- Luigi Rotelli † (23 maggio 1887 - 15 settembre 1891 deceduto)
- Domenico Ferrata † (23 giugno 1891 - 22 giugno 1896 nominato prefetto della Congregazione per le indulgenze e le sacre reliquie)
- Eugenio Clari † (24 ottobre 1896 - 8 marzo 1899 deceduto)

### XX secolo
- Benedetto Lorenzelli † (19 maggio 1899 - 31 luglio 1904 dimesso)
  - rottura delle relazioni diplomatiche (1904 - 1921)
- Bonaventura Cerretti † (20 maggio 1921 - 14 dicembre 1925 nominato cardinale presbitero di Santa Cecilia)
- Luigi Maglione † (23 giugno 1926 - 22 luglio 1938 nominato prefetto della Congregazione del Concilio)
- Valerio Valeri † (11 luglio 1936 - 23 dicembre 1944 nominato officiale della Segreteria di Stato della Santa Sede)
- Angelo Giuseppe Roncalli † (22 dicembre 1944 - 15 gennaio 1953 nominato patriarca di Venezia)
- Paolo Marella † (15 aprile 1953 - 14 dicembre 1959 dimesso)
- Paolo Bertoli † (16 aprile 1960 - 23 aprile 1969 nominato officiale della curia romana)
- Egano Righi-Lambertini † (23 aprile 1969 - 30 giugno 1979 nominato officiale della curia romana)
- Angelo Felici † (27 agosto 1979 - 1º luglio 1988 nominato prefetto della Congregazione per le cause dei santi)
- Lorenzo Antonetti † (23 settembre 1988 - 24 giugno 1995 nominato pro-presidente della Amministrazione del Patrimonio della Sede Apostolica)
- Mario Tagliaferri † (13 luglio 1995 - 21 maggio 1999 deceduto)

### XXI secolo
- Fortunato Baldelli † (19 giugno 1999 - 2 giugno 2009 nominato penitenziere maggiore)
- Luigi Ventura (22 settembre 2009 - 17 dicembre 2019 ritirato)
- Celestino Migliore, dall'11 gennaio 2020